# 247
Năm 247 là một năm trong lịch Julius. 